# 华西腹链蛇
华西腹链蛇（学名：Hebius maximus），一种分布于中国西南地区四川、重庆及贵州等地区的爬行动物，隶属于水游蛇科东亚腹链蛇属。本种长期被视为棕黑腹链蛇的同物异名或其华西亚种（Amphiesma sauteri maximus），2022年研究人员基于分子数据和形态比较，恢复其有效性，并将其分类地位提升为种级。